# Kung Fu Powerhouse
Kung-fu Powerhouse (a volte anche titolato One by One) è un film hongkonghese del 1973 diretto da Lung Chien.

## Trama
Kuo Fu, uno spietato trafficante di droga, riesce ad evadere dai lavori forzati. C'è, però, un altro prigioniero che insiste a seguirlo r a voler stare con lui anche dopo la sua fuga. Kuo sospetta che il suo amico indesiderato sia un poliziotto sotto copertura.